# 1833년 관세법

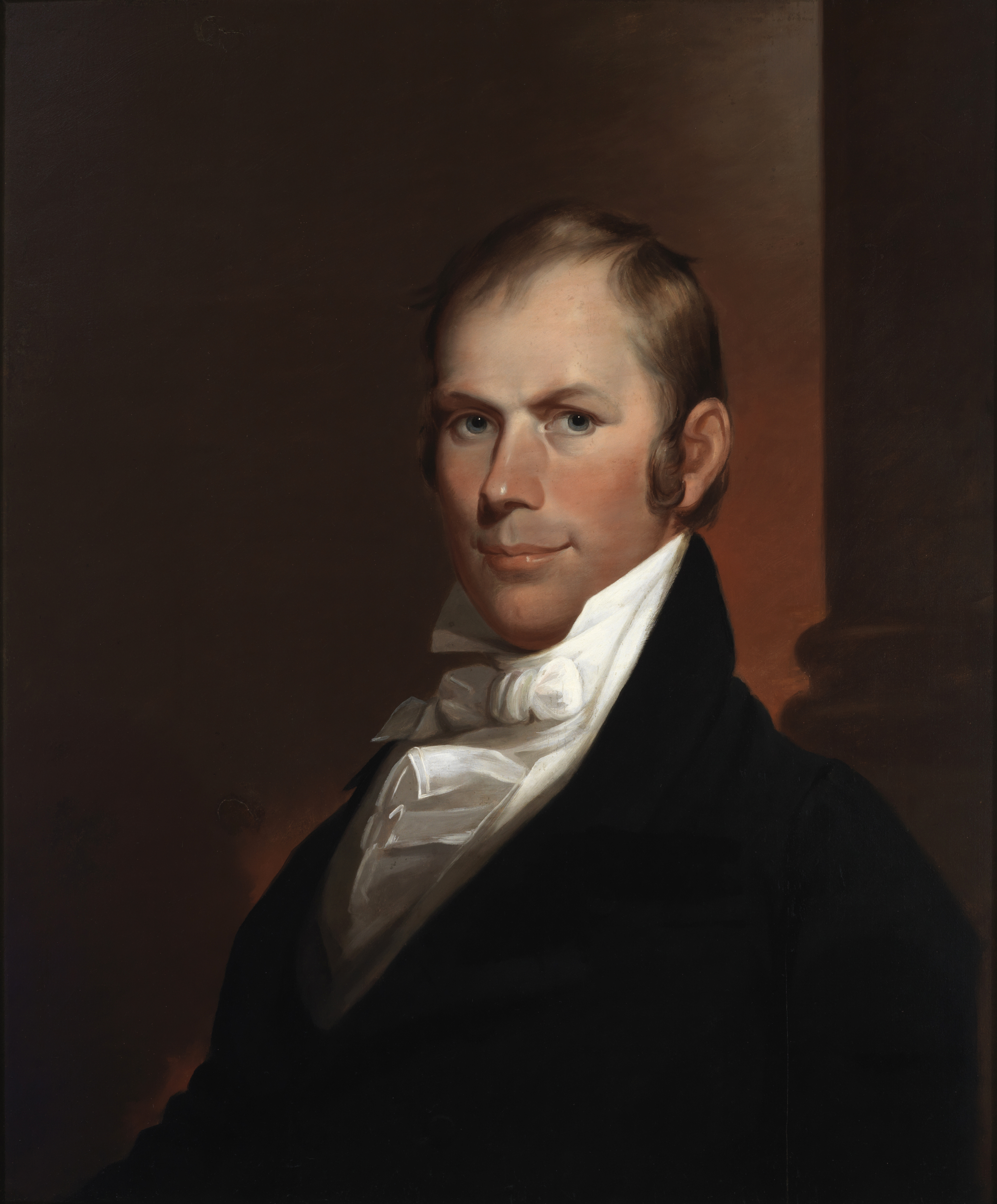
상원의원 헨리 클레이 시니어

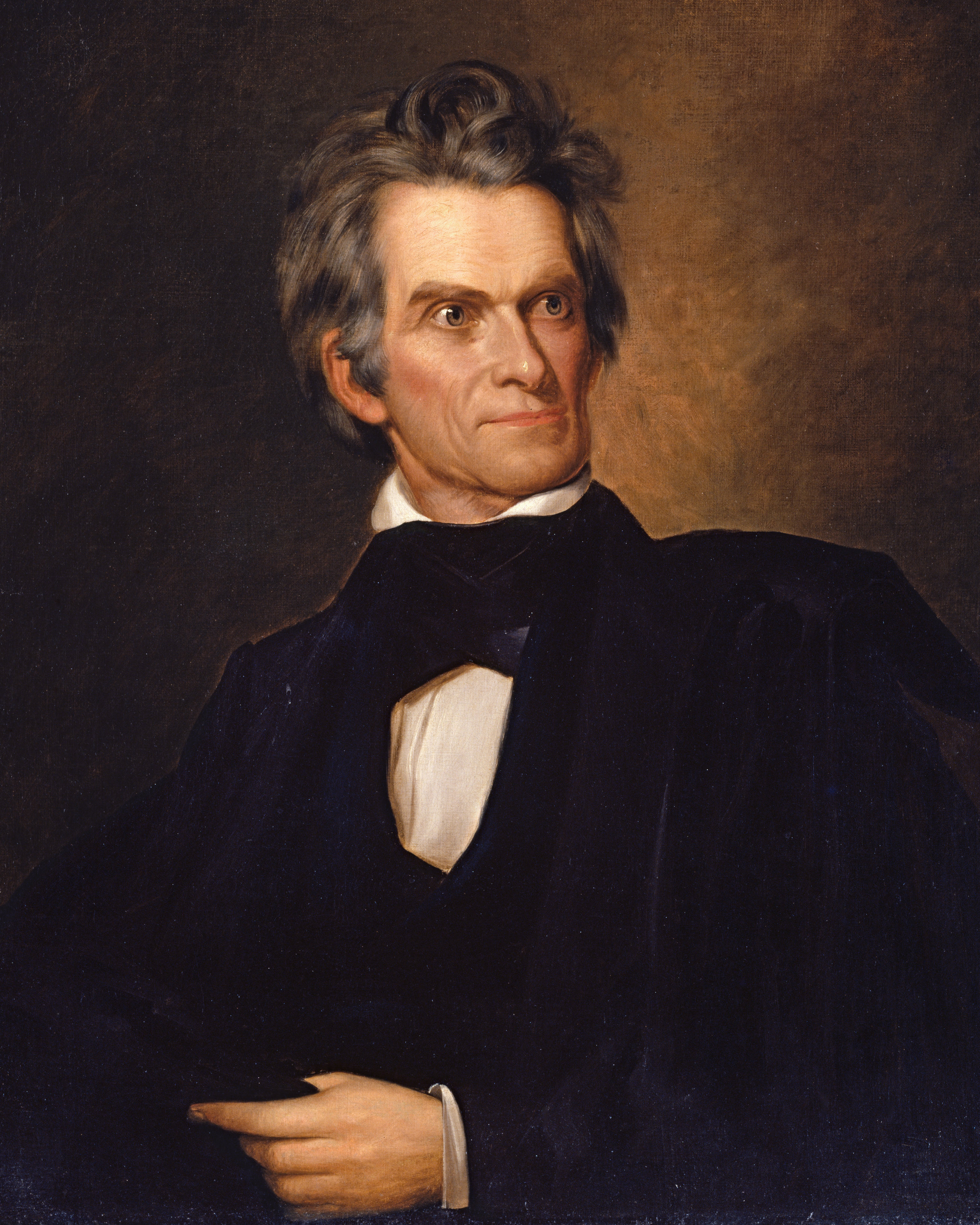
상원의원 존 캘훈

1833년 관세법(영어: Tariff of 1833, 일명 1833년 타협 관세법(Compromise Tariff of 1833), ch. 55, 4 Stat. 629)은 헨리 클레이 시니어와 존 캘훈이 무효화 위기의 해결책으로 제안하여 1833년 3월 2일 제정되었다. 앤드루 잭슨 대통령 재임 중에 제정된 이 법은 1832년 관세법과 1828년 혐오스러운 관세법에 포함된 보호무역에 대한 남부인들의 반대에 따라 관세율을 점진적으로 인하하기 위해 채택되었다. 이 관세법들은 사우스캐롤라이나가 연방으로부터의 분리독립을 위협하게 만들었다. 이 법은 다음 10년 동안 수입 관세를 점진적으로 인하하여 1842년까지 1816년 관세법에서 정한 수준인 평균 20%에 맞추도록 규정했다. 타협에 따른 관세 인하는 최종 단계에 접어든 지 두 달 만에 블랙 관세법에 의해 보호무역주의가 다시 도입되기 전까지 지속되었다.

## 배경

### 1828년 관세법
1828년 5월 19일 제정된 1828년 관세법은 미국 의회에서 통과된 보호 관세였다. 이 법은 당시 미국 평화 시기 역사상 가장 높은 관세로, 전체 수입품의 92%에 62%의 세금을 부과했다. 이 관세의 목표는 저가 수입품에 세금을 부과하여 북부 산업을 보호하는 것이었는데, 저가 수입품은 북부 산업을 폐업으로 몰아넣고 있었다. 그럼에도 불구하고 남부는 여러 가지 이유로 1828년 관세법에 강력히 저항했다. 첫째, 남부 지역에서 생산되지 않는 상품에 대해 더 높은 가격을 지불해야 했고, 둘째, 영국 상품 수입 감소로 인해 영국이 남부에서 수입하는 면화 대금을 지불하기 어려워졌다. 본질적으로 남부는 상품에 더 많은 비용을 지불해야 하는 동시에 원자재 판매로 인한 수입 감소에 직면해야 했다. 이러한 불행한 결과로 인해 남부의 많은 사람들은 1828년 관세법을 혐오스러운 관세법이라고 불렀다.
부통령 존 캘훈은 관세에 반대하며 1828년에 익명으로 사우스캐롤라이나 해설 및 항의문이라는 소책자를 저술했는데, 이는 많은 사람들이 관세가 인하될 것이라고 생각했기 때문이었다.

### 1832년 관세법
그럼에도 불구하고 앤드루 잭슨 행정부는 1832년 7월 14일 잭슨이 1832년 관세법에 서명할 때까지 관세 문제에 대한 언급이 없었다. 주로 전 대통령 존 퀸시 애덤스가 작성한 이 관세법은 1828년 관세법으로 인해 발생한 갈등을 해결하기 위해 관세를 인하했다. 그러나 북부인들은 이 관세를 본질적으로 합의로 보았지만, 많은 남부인들은 이를 불만족스럽고 개선이 필요하다고 보았다. 특히 사우스캐롤라이나주는 이 관세에 격렬히 반대하여 무효화 위기를 초래했다.

### 무효화 위기
혐오스러운 관세법과 1832년 관세법에 실망한 사우스캐롤라이나 정부는 1828년 관세법과 1832년 관세법이 위헌이며 따라서 사우스캐롤라이나주 내에서는 시행될 수 없다고 선언했다. 잭슨은 사우스캐롤라이나 주민에게 보내는 선언문을 발표하여 무효화론자들의 입장을 "비실용적인 부조리"라고 불렀다. 그는 자신의 신념을 간결하게 다음과 같이 밝혔다:
그러므로 나는 한 주가 주장하는 미국 법률을 무효화할 권한은 연방의 존재와 양립할 수 없으며, 헌법의 문자에 의해 명시적으로 반박되고, 그 정신에 의해 승인되지 않았으며, 연방이 설립된 모든 원칙과 모순되며, 연방이 형성된 위대한 목적을 파괴한다고 생각한다.
잭슨은 계속해서 무효화론자들에게 그들의 행동이 전쟁으로 이어질 수 있다고 경고했다:
그러나 중대한 의무의 명령은 당신이 성공할 수 없음을 엄숙히 선언하게 한다. 미국의 법률은 집행되어야 한다. 나는 이 문제에 대해 재량권이 없다. 나의 의무는 헌법에 명확히 명시되어 있다. 당신이 평화롭게 법률 집행을 막을 수 있다고 말한 자들은 당신을 속였으며, 그들 자신도 속지 않았을 것이다. 그들은 강제적인 반대만이 법률 집행을 막을 수 있다는 것을 알며, 그러한 반대는 격퇴되어야 한다는 것을 안다. 그들의 목적은 분리이지만, 이름에 속지 말라. 무장한 힘에 의한 분리는 반역이다. 당신은 정말로 그 죄를 감당할 준비가 되어 있는가? 만약 그렇다면, 그 행위의 선동자들의 머리 위에 끔찍한 결과가 떨어지고, 그들의 머리 위에 불명예가 떨어지겠지만, 당신의 머리 위에는 처벌이 떨어질 수 있다. 당신의 불행한 주에는 당신이 당신의 정부에 강요하는 갈등의 모든 악이 불가피하게 떨어질 것이다.
"
스스로를 정부로부터 방어할 준비가 된 주(州)는 연방 집행에 저항하기 위해 군사적 준비를 시작했다. 한편, 의회는 강제법을 통과시켰는데, 이는 잭슨에게 연방 관세를 집행하는 데 필요한 모든 힘을 사용할 수 있는 권한을 부여했다.

## 1833년 관세법
강제법이 의회를 통과한 직후 헨리 클레이와 존 캘훈은 무효화 위기를 해결하기 위해 타협 관세라고도 불리는 1833년 관세법을 제안했다. 이 법안은 1832년 관세법과 매우 유사했지만 몇 가지 예외가 있었다. 가장 중요한 것은 1833년 관세법이 20%를 초과하는 모든 관세율이 2년마다 10분의 1씩 인하되고, 최종적으로 1842년에는 20%로 돌아오도록 보장했다는 것이다. 이는 본질적으로 향후 10년 동안 수입 관세를 점진적으로 인하하도록 강제하여 사우스캐롤라이나 및 값싼 수입품에 의존하는 다른 남부 주들을 만족시켰다.
또한, 1833년 관세법은 몇 가지 주목할 만한 다른 영향을 미쳤다. 첫째, 미국 산업에 사용되는 많은 원자재가 완전히 무관세로 수입될 수 있도록 허용했다. 또한, 모든 관세는 현금으로 지불해야 하며, 수입 상인에게 신용은 허용되지 않는다고 명시했다. 일부는 이것이 관세율에 5%를 추가하는 것과 같다고 주장했다.
궁극적으로 사우스캐롤라이나와 나머지 미국은 1833년 관세법을 수용했고, 사우스캐롤라이나군과 연방군 사이의 전쟁은 피할 수 있었다. 양측은 이 거래에서 약간의 이득을 얻었다. 사우스캐롤라이나는 훨씬 더 만족스러운 관세율을 얻었고 경제를 보호하기 위해 목숨을 걸 필요가 없었으며, 미국 정부는 강제법을 통해 관세를 집행하기 위해 무력을 사용할 수 있는 권한을 부여받았다.
많은 사람들은 강제법이 없었다면 사우스캐롤라이나는 무효화 정책을 계속했을 것이라고 믿는다. 강제법은 미국 정부에 관세 및 기타 경제 정책을 집행하기 위해 군사력을 사용할 수 있는 능력을 부여하여 사우스캐롤라이나에 명확한 위협을 가했기 때문이다. 강제법이 사우스캐롤라이나의 1833년 관세법 수용 결정에 미친 정확한 영향은 측정할 수 없지만, 의심할 여지 없이 무효화를 위해 싸우는 것을 잠재적으로 치명적인 선택으로 만들었다. 궁극적으로 하원은 119대 85로 1833년 관세법을 통과시켰고 상원은 29대 16으로 통과시켰다.
| 1833년 관세법에 대한 하원 투표                                                                              | 찬성 | 반대 |
| --- | ---- | ---- |
| 뉴잉글랜드 (매사추세츠, 코네티컷, 로드아일랜드, 버몬트, 뉴햄프셔, 메인)                                     | 36   | 1    |
| 중부 주 (뉴욕, 뉴저지, 펜실베이니아, 델라웨어)                                                              | 53   | 6    |
| 서부 (오하이오, 인디애나, 일리노이, 미주리, 켄터키)                                                         | 22   | 5    |
| 남부 (사우스캐롤라이나, 미시시피, 루이지애나, 조지아, 버지니아, 노스캐롤라이나, 테네시, 앨라배마, 메릴랜드) | 38   | 35   |
| 총계 | 149  | 47   |
| 자유 주 | 102  | 8    |
| 노예 주 | 47   | 39   |

## 결과
1833년 관세법은 궁극적으로 블랙 관세법으로 대체되었고, 보호무역은 다시 도입되었다. 평균 관세율은 1842년 목표였던 초기 20%에서 약 40%로 거의 두 배로 뛰었으며, 관세 부과 대상 상품의 비율은 전체 수입의 약 50%에서 85% 이상으로 급증했다. 철 제품과 같은 일부 상품의 경우 수입세가 상품 전체 가격의 약 3분의 2를 차지했다. 놀랍지 않게도 1842년 블랙 관세법의 영향은 즉각적이었고, 수입 비용이 급증하면서 1843년에는 국제무역이 급격히 감소했다.

## 같이 보기
- 강제법
- 트럼프 2기 행정부 관세

## 추가 자료
- Taussig, Frank. Tariff History of the United States (1912) online